# Hnědý tuk
Tukové buňky neboli adipocyty jsou buňky tvořící tukovou tkáň (která je obecně pojivem). Rozlišujeme dva typy této tkáně – hnědou (multilokulární) a bílou (unilokulární), přičemž hnědá tvoří jen malé procento našeho těla. Tuková tkáň má mnoho důležitých funkcí – kromě zásobárny energie a tepelné izolace i tvarování povrchu těla, tlumení nárazů, produkce některých hormonů (např. leptin) a v případě hnědé tukové tkáně i tvorba tepla. Hnědá tuková tkáň se dále dělí na klasickou hnědou a na béžovou tukovou tkáň, která se tvoří v bílé tukové tkáni při určité stimulaci. Tuková tkáň je jedním z největších orgánů v těle člověka, u dospělého jedince tvoří přibližně 20 % váhy.

## Obecná charakteristika
Hnědý adipocyt je buňka obsahující v cytoplazmě mnoho drobných tukových kapének (na rozdíl od běžného bílého adipocytu s jednou velkou kapénkou). Soubor těchto buněk pak tvoří hnědou neboli multilokulární tukovou tkáň. Za hnědou barvu je zodpovědný cytochrom, který je ve velkém množství obsažen v mitochondriích těchto buněk. Jádro každé hnědé tukové buňky je v její cytoplazmě náhodně umístěno, na rozdíl od bílého tuku je však mohutnější a okolo něj se hromadí silně eozinofilní cytoplazmatická hmota.
Histologicky hnědá tuková tkáň připomíná endokrinní žlázu. Inervována je na rozdíl od bílé tukové tkáně přímo (sympatikem) a je také bohatě cévně zásobena. Cévy a nervy jsou pouze v přepážkách, oddělujících od sebe ostrůvky hnědých adipocytů.

## Funkce a výskyt
Funkcí hnědého tuku je především produkce tepla. Proto se vyskytuje především v těle novorozených savců a hibernujících živočichů. U řady osob přetrvává do dospělosti. Existují výzkumy zaměřené na efekt hnědého tuku na snižování hladiny krevního cukru, což by bylo možné využít v léčbě cukrovky 2. typu.
Savčí mláďata ještě nemají vyvinutou svalovou termogenezi (čili tvorbu tepla prostřednictvím svalového třesu). Hnědý tuk bychom u nich našli například na krku okolo cév vedoucích do mozku, mezi lopatkami nebo blízko ledvin a ostatních důležitých vnitřních orgánů – celkově tvoří přibližně 5 % jejich tělesné váhy. S věkem savců pak tato tkáň rychle mizí, a i když nezaniká na některých místech zcela (záda, krk), její funkce už není esenciální. I tak se však podle nejnovějších výzkumů může podílet na produkci tepla a spalování nadbytečné energie (což by mohlo být užitečné pro prevenci obezity). Rovněž se může za života savců jeho zásoba začít opět poněkud zvětšovat v souvislosti s aklimací na chlad.
Lidé však, oproti ostatním primátům, ztratili jisté schopnosti přeměny tuků.
Významnou úlohu v regulaci tělesné teploty má hnědý tuk také u hibernujících živočichů, a to v jejich případě i v dospělosti – pomáhá jim udržet stálou teplotu těla při podchlazení v období zimního spánku.
V poslední době se zdá, že (alespoň embryologicky) mají hnědé adipocyty mnohem blíže k buňkám kosterních svalů než k bílým adipocytům.

## Molekulární mechanismy
Tvorba tepla hnědou tukovou tkání se také jinak nazývá netřesová termogeneze. Podstatou tohoto děje je zkratování protonového gradientu, který za normálních okolností bývá využíván k syntéze adenosintrifosfátu jakožto zdroje energie pro buňku. Ke zkratu dojde tak, že protony projdou namísto ATP syntázou zcela jiným specifickým kanálem ve vnitřní mitochondriální membráně hnědého adipocytu. Tento kanál je tvořen tzv. uncoupling (rozpřahujícím) proteinem UCP1, jinak zvaným též thermogenin.
Dojde tedy k rozpřažení elektron transportního dýchacího řetězce (tím se hromadí protony v mezimembránovém prostoru mitochondrie) s oxidační fosforylací a energie vytvořená ve formě proton motilní síly je uvolněna jako teplo. To je pak rychle rozvedeno po celém těle díky bohatému cévnímu zásobení hnědé tukové tkáně.
V určitém smyslu vytváří každá buňka našeho těla teplo, ale hnědý adipocyt je k produkci tepla plně uzpůsoben - ve srovnání s běžnou buňkou má mnohem více mitochondrií a ty navíc obsahují mnohem více thermogeninu.

## Poruchy

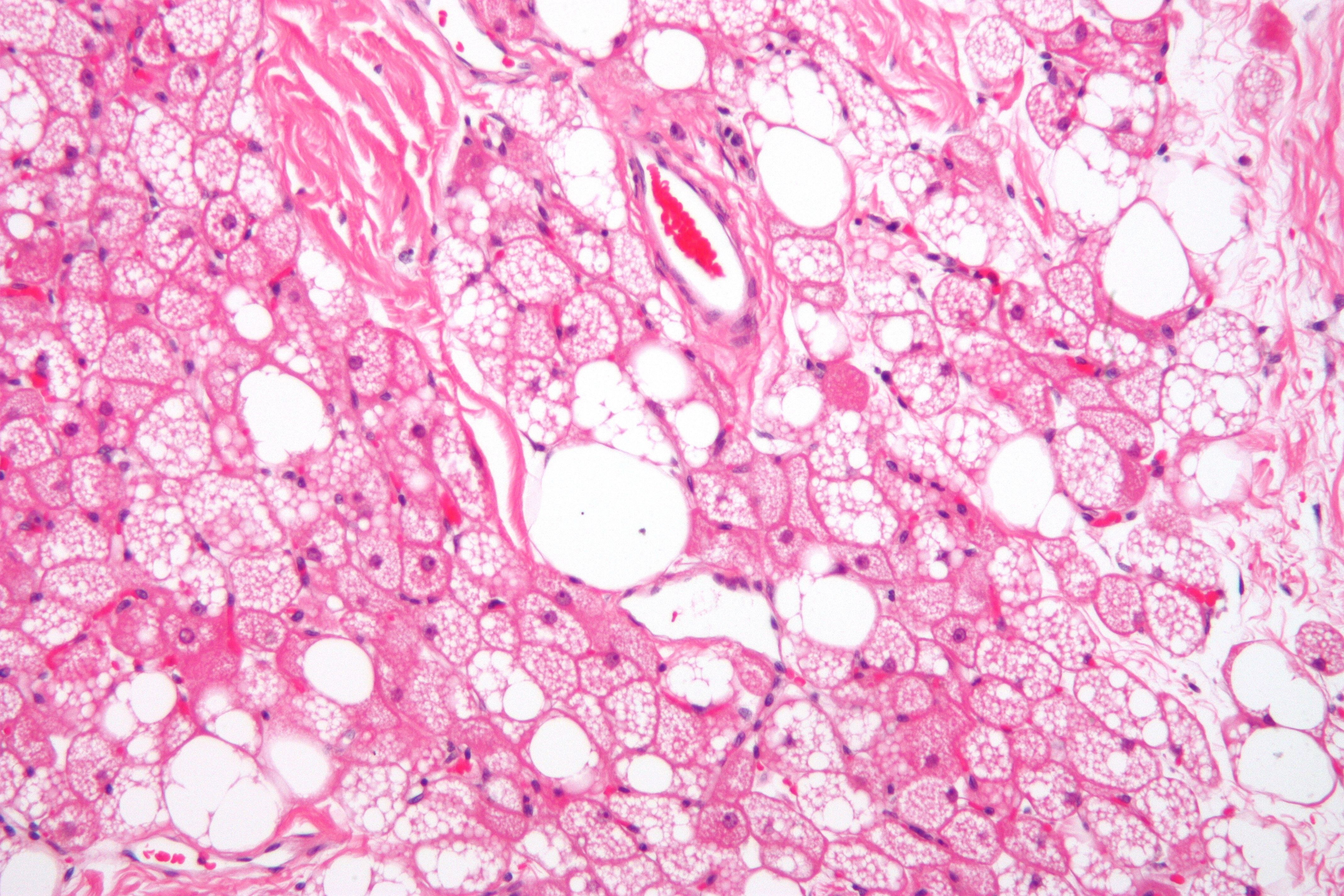
Mikrofotografie hibernomu, benigního nádoru rostoucího z hnědého tuku. H&E stain.

Ojediněle může namísto postupného ubývání hnědé tukové tkáně docházet naopak k jejímu nárůstu – jde o zhoubné bujení, jehož výsledkem může být nádor s bouřlivou produkcí tepla, tzv. hibernom.